# 愛媛県立新居浜特別支援学校
愛媛県立新居浜特別支援学校（えひめけんりつ にいはまとくべつしえんがっこう）は、愛媛県新居浜市にある公立特別支援学校。本校、みしま分校は知的障害、川西分校は肢体不自由を対象とする。

## 概要
本校校地は愛媛県立新居浜病院に隣接している。川西分校は新居浜西高校敷地内、みしま分校は四国中央市立三島小学校敷地内にある。

## 沿革
- 1962年（昭和37年） - 新居浜学園が開設される。
- 1979年（昭和54年）4月1日 - 愛媛県立今治養護学校の新居浜学園分校が開校する。
- 1994年（平成6年）3月31日 - 新居浜学園分校が閉校する。
- 1994年（平成6年）4月1日 - 旧・新居浜学園が成人施設・くすのき園となる。
- 2006年（平成18年）4月1日 - 愛媛県立今治養護学校の新居浜分校が開校する。
- 2009年（平成21年）4月1日 - 学校名を愛媛県立今治特別支援学校新居浜分校と変更する。
- 2011年（平成23年）4月1日 - 新居浜分校が独立して愛媛県立新居浜特別支援学校が開校する。
- 2013年（平成25年）4月1日 - 高等部に産業科が設置される。
- 2015年（平成27年）4月1日 - 川西分校が設置される。
- 2021年（令和3年）4月1日 - みしま分校が設置される。